# مشتة الكشاشعة
مشتة الكشاشعة هي منطقة تابعة اقليمياً وإداريا لبلدية أولاد صابر الكائنة بـدائرة قجال الواقعة في ولاية سطيف الجزائرية.